# Kenny Morrison
Kenny Morrison (født 31. december, 1974[kilde mangler]) er en amerikansk skuespiller som overtog rollen som Atreyu i Den uendelige historie 2 som han blev nomineret til en Young Artist Award for "Bedste unge skuespiller birolle i spillefilm" i 1992. Morrison blev født i Los Angeles, Californien og er af Spansk, Filippinsk, and Irisk afstamning. [kilde mangler]
Kenny lever for tiden i sin hjemby Los Angeles. Her arbejder han både som skuespiller, musikvideo instruktør og fotograf. Han har instrueret musikvideoer for blandt andre Speech (fra hip hop gruppen, Arrested Development) og Alternative rock banded Incubus.

## Udvalgt filmografi

### Film
- I'll Be There with You (2006)
- Pinche burro (2006)
- Little Athens (2005)
- Den uendelige historie 2 (1990)

### Tv-serier
- Who's The Boss?
- Growing Pains